# Beto Naveda
Alberto Dante Naveda, detto Beto (San Juan, 23 novembre 1971), è un ex calciatore argentino, di ruolo centrocampista.